# Toloo
Toloo  est un satellite expérimental de fabrication iranienne lancé le 27 juillet 2017 par une fusée Simorgh. Le lancement a échoué à la suite d'une défaillance du second étage du lanceur. 

## Contexte
Toloo est le premier satellite d'observation de la Terre iranien. Ce petit  expérimental de 100 kg disposait d'une caméra ayant une résolution spatiale de 50 mètres devant fournir des images permettant de cartographier le territoire, surveiller le réseau hydrographique et les conséquences des catastrophes naturelles, les surfaces agricoles, les forêts, suivre l'urbanisation et mesurer la couverture nuageuse, les dommages dus à un tremblement de terre, une inondation ou une autre catastrophe naturelle ainsi qu'analyser les cultures agricoles. Construit par le complexe militaro-industriel SAIRan il avait une capacité d'interception de signaux électroniques. 

## Caractéristiques techniques
Ce micro-satellite d'observation de la Terre expérimental a une masse d'environ 100 kilogrammes et a une forme hexagonale avec un diamètre de 86 centimètres et une hauteur de 1 mètre. Il est alimenté en énergie par des cellules solaires qui recouvrent le corps du satellite. Son principal instrument est une caméra fournissant des images avec une résolution spatiale de 50 mètres. Le satellite est conçu pour une durée de vie de 1,5 an,.